# Армасан-дус-Бузиус
Армасан-дус-Бузиус (порт. Armação dos Búzios) — муниципалитет в Бразилии, входит в штат Рио-де-Жанейро. Составная часть мезорегиона Байшадас-Литоранеас. Входит в экономико-статистический микрорегион Лагус. Население составляет 23 874 человека на 2006 год. Занимает площадь 69,287 км². Плотность населения — 344,6 чел./км².

## История
Город основан 12 ноября 1995 года.

## Статистика
- Валовой внутренний продукт на 2003 год составляет 2 250 989 402,00 реалов (данные: Бразильский институт географии и статистики).
- Валовой внутренний продукт на душу населения на 2003 год составляет 105 809,41 реалов (данные: Бразильский институт географии и статистики).
- Индекс развития человеческого потенциала на 2000 год составляет 0,791 (данные: Программа развития ООН).

## География
Климат местности: тропический.